# Katrenčíkovský potok
Katrenčíkovský potok je potok na horní Oravě, na území okresu Námestovo. Jde o levostranný přítok Bílé Oravy a měří 5,9 km a je tokem V. řádu.

## Pramen
Pramení v Kysucké vrchovině na východním svahu Mrvové Kykule (1 040,2 m n. m.) v nadmořské výšce přibližně 940 m n. m.

## Popis toku
Od pramene teče nejprve směrem na severovýchod přes Kysuckou vrchovinu, západně od Kubínské se esovitě stáčí a pokračuje východním směrem územím obce Oravská Lesná. Nejprve protéká částí Kubínska, zleva přibírá přítok zpod Korsule (963,0 m n. m.) a pokračuje přes část Brišovka. Zde přibírá levostranný přítok z oblasti osady Lehotská a koryto se výrazněji vlní. Nakonec vtéká do Podbeskydské vrchoviny, teče centrální částí obce Oravská Lesná, podtéká státní cestu č. 520 a přímo v obci se vlévá do Bílé Oravy.

## Přítoky
- Pravostranné: přítok ze západního svahu Krčmárové (917,0 m n. m.), dva krátké přítoky z lokality Jasenovské grúniky, potok protékající osadou Jasenovská
- Levostranné: dva krátké přítoky z východních svahů Mrvové Kykule, přítok pramenící východně od kóty 1 031 m, přítok z jihozápadního svahu Korsule (963,0 m n. m.), přítok vznikající na východním okraji Kubínské, přítok z oblasti Lehotské, dva přítoky z oblasti Bučiny

## Ústí
Do Bílé Oravy se vlévá na území obce Oravská Lesná, přímo v její centrální části, v nadmořské výšce cca 772 m n. m..